# 界川
界川（さかいがわ）は、北海道札幌市中央区の地名。町名としては1丁目から4丁目までが設定されている。

## 地理・歴史
藻岩山の中腹に位置し、南に行くほど標高が高くなる。中央部を界川が北へ流れる。可住地は1 - 3丁目であり、4丁目は全域が旭山記念公園にあたる。同公園は札幌都心部を一望できる市内有数の観光地である。一帯は昭和30年代から40年代にかけて急速に宅地化が進む中で自然発生的に街区が形成されたため、道路は幅員が狭く、また山の中腹という性格から急勾配や行き止まりが目立つ状態である。
大正時代には陶器の入手が難しかった中で、中井賢次郎が当地域に中井陶器工場を構え「札幌焼」の生産を行った。周辺の薪材や沢水・粘土を利用し、最盛期には道内屈指の陶器生産拠点であった。
大正末期には、定山渓温泉からの引湯による札幌温泉が開業し、温泉への足として札幌温泉電気軌道も開業したが、どちらも施設の故障や火災により短期間で廃業となっている。
現在は隣接する双子山・旭ケ丘地域などとともに南円山地域に属する。

## 交通
地域の中心を菊水旭山公園通が通る。界川1丁目交差点にて藻岩山麓通（北海道道89号札幌環状線）と交差する。
ジェイ・アール北海道バス（琴似営業所）が域内に3箇所の停留所を設置し円山公園駅への路線を運行。界川停留所からは中島公園駅・幌平橋駅への路線もある。

## 近隣地名
- 双子山（北）
- 旭ケ丘（東）
- 南区藻岩山（南）
- 円山西町（西）

## 施設
- 鉄道弘済会札幌南藻園（1丁目）
- 旭山青空公園（2丁目）
- 旭山山麓公園（2丁目）
- 旭山さんかく公園（3丁目）
- 旭山記念公園（4丁目）